# 히램 켈러
히램 켈러(Hiram Keller, 1944년 5월 3일 ~ 1997년 1월 20일)는 미국의 배우, 모델, 영화배우, 텔레비전 배우이다.
론데스군 (조지아주)에서 태어났으며 애틀랜타에서 사망하였다. 사인은 간암이다.

## 영화
- 리얼 영 레이디 (1976년)
- 애련의 밀사 (1970년)
- 오레스티스 (1969년) - 오레스티스 역
- 사티리콘 (1969년)